# JB Marks (Noroeste)
JB Marks es un municipio local sudafricano situado en el distrito de Dr Kenneth Kaunda, en la provincia de Noroeste.

## Superficie
JB Marks tiene una superficie de 6398 km².

## Demografía
En 2022, tenía 212 670 habitantes, una densidad poblacional de 33,24 hab./km², y 66 719 viviendas.